# Hans-Peter Ferner
Pour les articles homonymes, voir Ferner.
Hans-Peter Ferner (né le 6 juin 1956 à Neubourg-sur-le-Danube) est un ancien athlète allemand, spécialiste du demi-fond.

## Carrière
Hans-Peter Ferner a été champion d'Europe sur 800 mètres en 1982, devant Sebastian Coe. Il représentait l'Allemagne de l'Ouest.
Il termine 7e des championnats du monde d'Helsinki en 1983.

## Palmarès

### Championnats d'Europe d'athlétisme
- Championnats d'Europe d'athlétisme 1982 à Athènes,  Grèce
  -  Médaille d'or du 800 m